# Sombrero dorado de Berlín

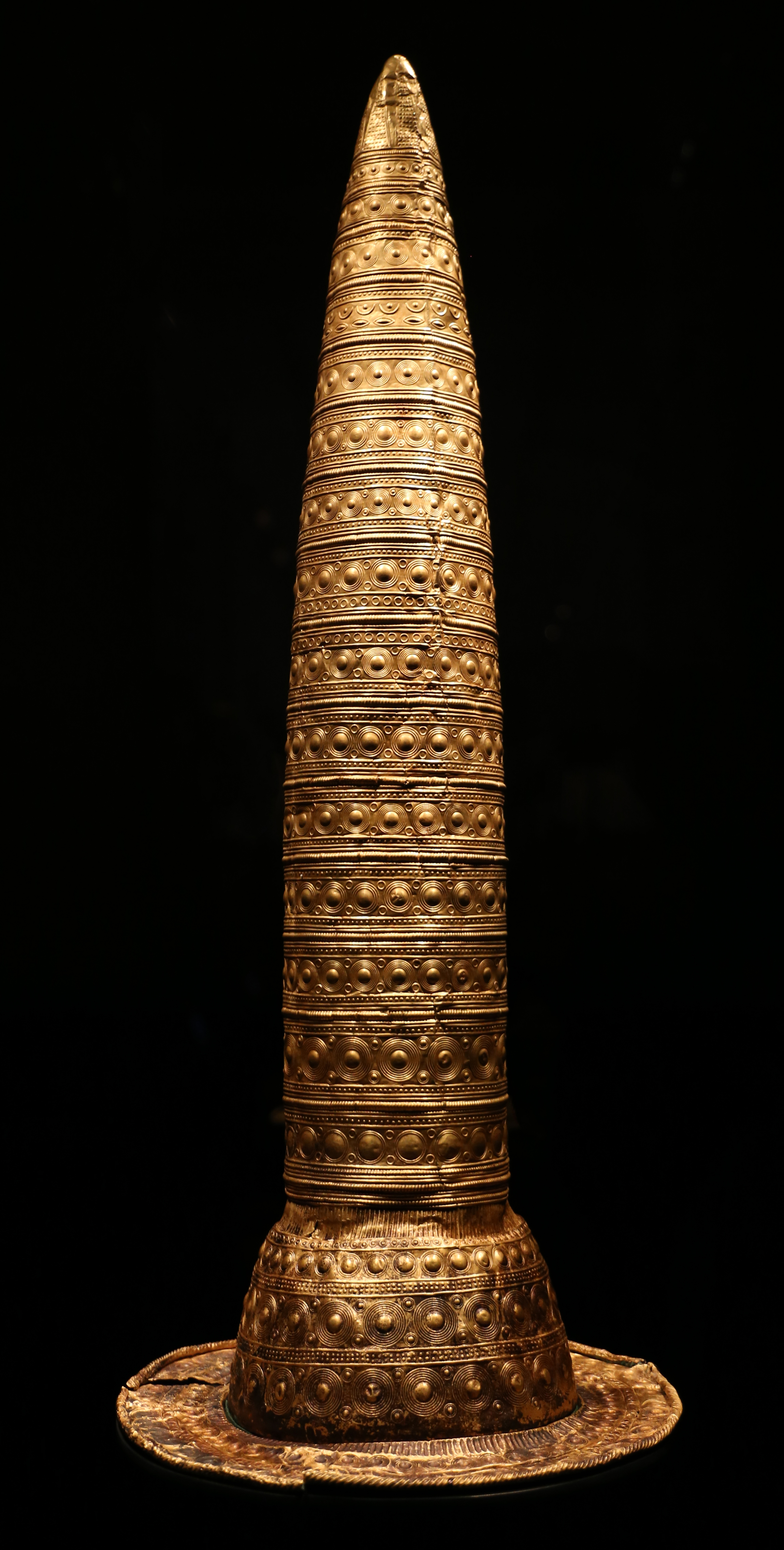
Sombrero de oro de Berlín (2018)

El sombrero dorado de Berlín (en alemán: Berliner Goldhut) o también llamado sombrero dorado ceremonial (Goldener Zeremonialhut), es un artefacto trabajado artesanalmente de una sola pieza de oro, decorado con figuras de relieve realizadas mediante la técnica orfebre del repujado. Tiene su origen en la Edad del Bronce Tardío (aproximadamente entre los años 1000 y 800 a. C.). Se cree que fue utilizado como sombrero ceremonial para algún sacerdote que practicaba rituales vinculados al culto al Sol, extendido en aquella época en Europa central. Esta pieza corresponde a uno de los cuatro sombreros dorados hallados en Europa y que datan de la Edad de Bronce: el de Schifferstadt, en Renania-Palatinado, el de Ezelsdorf-Buch, en Baviera y el de Avanton, en Francia. 
El sombrero dorado de Berlín se encuentra en un salón exclusivo del Neues Museum para su exhibición abierta al pública. Forma parte de la colección de metales del museo.

## Composición

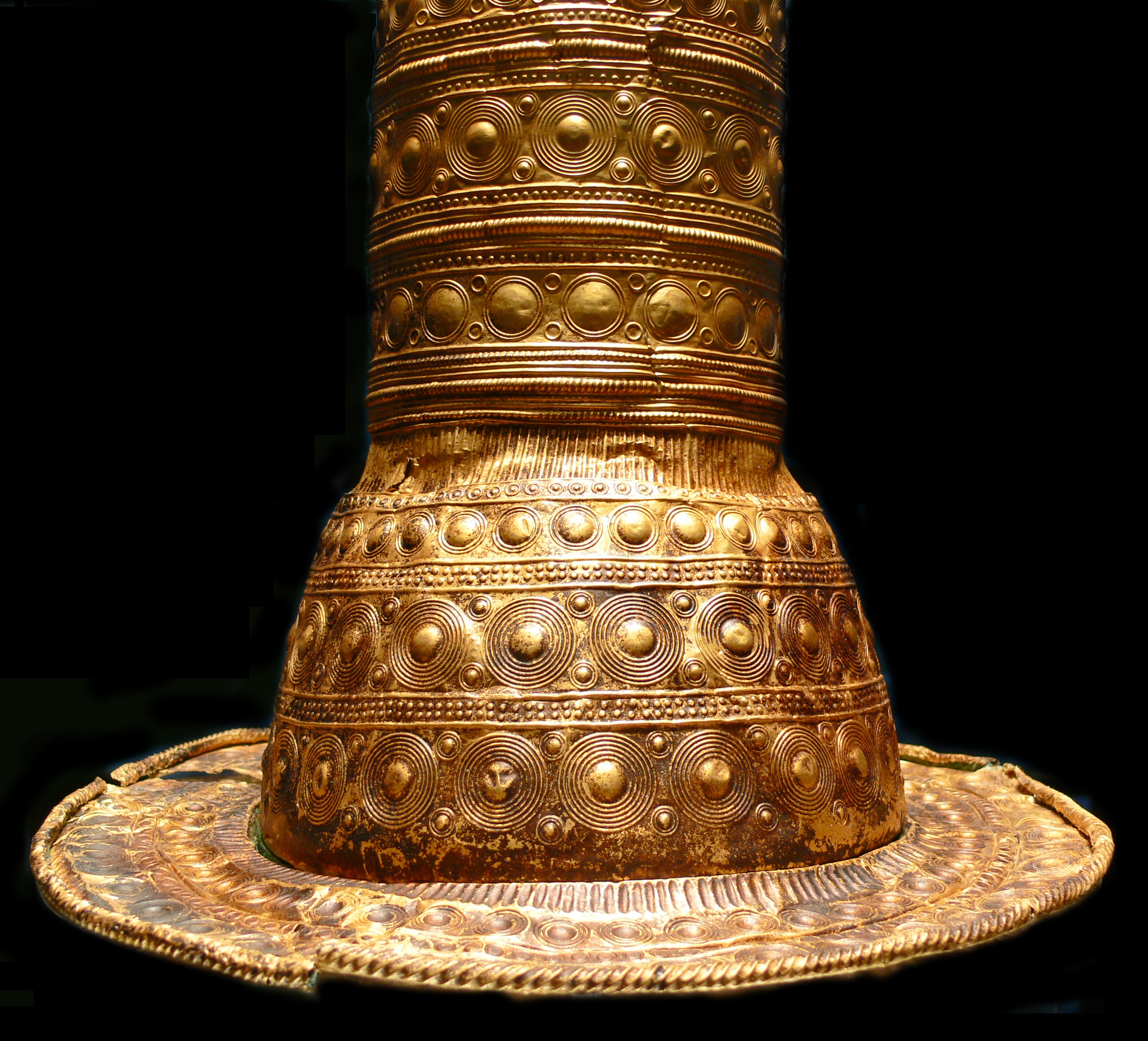
Detalle de la base

Es una figura hecha en oro puro con forma de un sombrero cónico, similar a la de un pan de azúcar. La base (ala) y la punta fueron reforzadas en su exterior con alambre de bronce retorcido. Fue ornamentado con elementos circulares de diversas dimensiones que simulan soles, dispuestos en filas con un diseño uniforme en cada una de ellas. En sus medidas, posee 74 centímetros de alto y un diámetro de 31 cm, con un peso de 480 gramos.

## Historia
La pieza fue ofrecida comercialmente como una obra de arte y fue comprada por el Museo de Prehistoria e Historia Temprana de Berlín en 1996. Según su vendedor, la pieza pertenecía a una colección de arte privada de un ciudadano suizo. Se cree que fue encontrado en el Sur de Alemania, pero no se conocen los detalles del hallazgo. Debido a su buen estado de conservación, se supone que al igual que el sombrero dorado de Schifferstadt, fue enterrado y cubierto con ceniza. 

## Funcionalidad

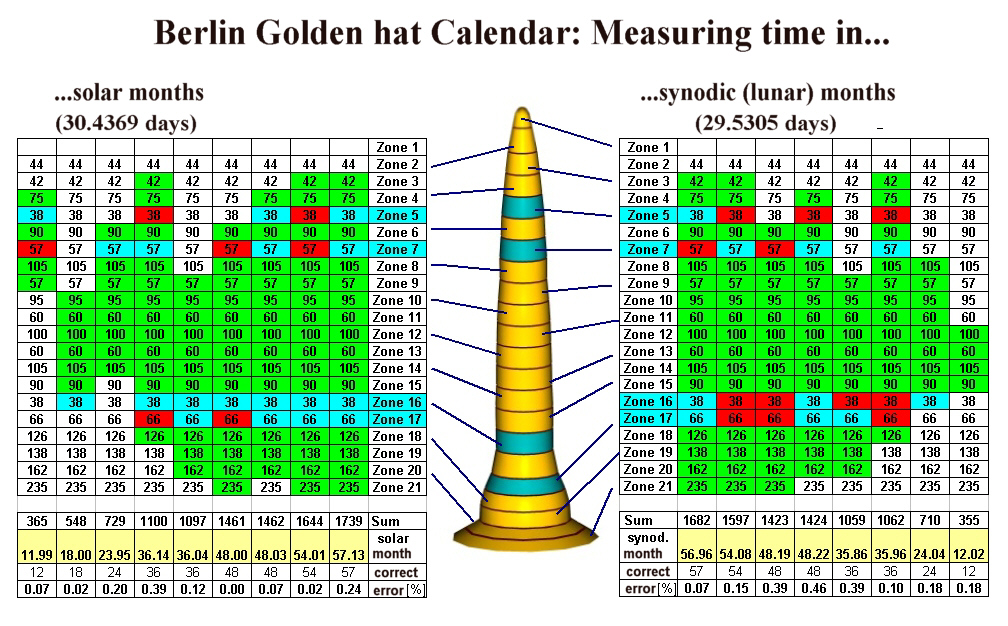
Teoría del uso del sombrero dorado de Berlín como calendario

Además de la función ceremonial y religiosa que se le atribuye con estrecha relación con la astronomía, se le atribuye también una función de calendario.